# Лавро, Константин Тихонович
Кость Лавро́ (Константин Тихонович Лавро; род. 11 марта 1961, Новоукраинка, Кировоградская область) — украинский иллюстратор, известный оформлением книг издательства А-ба-ба-га-ла-ма-га. Заслуженный художник Украины (2017).

## Биография
Родился 11 марта 1961 года под Диканькой (ныне Полтавская область, Украина).
Окончил Республиканскую художественную среднюю школу и факультет художественного оформления книги Украинской академии книгопечатания.
Член НСХУ.
В своих работах соединил основополагающие постулаты украинского авангарда 1920-х годов с типичными чертами украинской народной живописи. Работы Костя Лавро неоднократно входили в каталоги выставок детской книги в Болонье, Братиславе и тому подобное.
Кроме «А-ба-ба-га-ла-ма-ги», сотрудничает с украинским издательством «Умный ребенок» и популярным французским детским журналом «Pomme d’Api».
Иллюстрации к книге «Ночь перед Рождеством» получили несколько высоких книжных наград, среди которых — титул «Лучшая детская книга 2007 года» на Всеукраинском конкурсе «Книга года» и диплом I степени за победу в конкурсе «Искусство книги» (Россия, 2007).

## Награды и премии
- Заслуженный художник Украины (2017).
- Национальная премия Украины имени Тараса Шевченко (2010) — за иллюстрации к произведениям классиков отечественной литературы и монументальные росписи на темы украинских народных сказок в Киевском академическом театре кукол[3].
- Премия Кабинета Министров Украины за литературно-художественные произведения для детей и юношества (2006) — за художественное оформление книг «Рождественская Рукавичка» и «Ночь перед Рождеством»[4].

## Работы

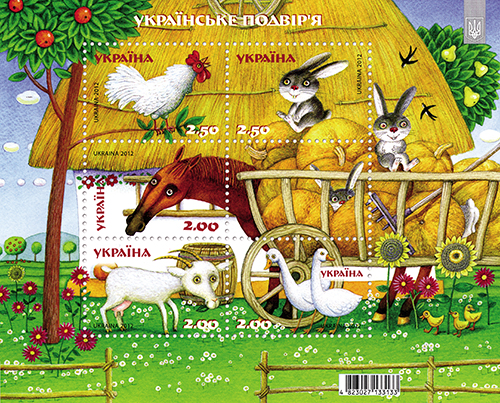
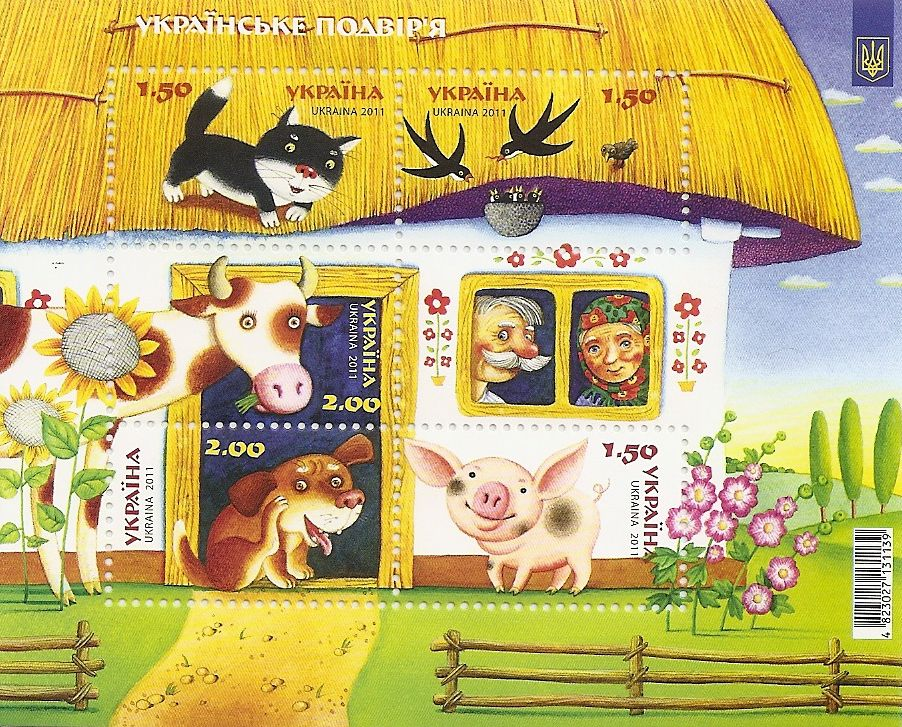